# Fußball-Europameisterschaft der Frauen 2022/Nordirland
Dieser Artikel behandelt die nordirische Nationalmannschaft bei der Fußball-Europameisterschaft der Frauen 2022 in England. Nordirland konnte sich als einzige Mannschaft erstmals für die Endrunde qualifizieren.

## Qualifikation
Nordirland wurde für die Qualifikation in Gruppe C gelost und traf dabei auf Norwegen, Wales, Belarus und die Färöer. Die nordirische Mannschaft startete mit einer 0:6-Heimniederlage gegen Norwegen. Es folgte ein letztlich für die Qualifikation entscheidendes 2:2 in Wales durch ein Tor in der Nachspielzeit durch Ashley Hutton in ihrem 100. Länderspiel. Nach einer weiteren 0:6-Niederlage gegen Norwegen wurde durch ein torloses Heimremis gegen Wales der direkte Vergleich gegen die Waliserinnen aufgrund der Auswärtstorregel entschieden. Dann bremste die COVID-19-Pandemie die Qualifikation. Denn die für April und Juni 2020 vorgesehenen Spiele mussten zunächst auf unbestimmte Zeit verschoben werden. Erst im Herbst ging es dann weiter. Es folgte der erste Sieg, ein 6:0 auswärts gegen die Färöer, ein 1:0 in Belarus, bei dem sie 63 Minuten lang in Unterzahl spielen mussten, da Torhüterin Jacqueline Burns in der 27. Minute die Rote Karte erhalten hatte, und ein 3:2-Heimsieg gegen die Belarussinnen dank eines Eigentores der belarussischen Torhüterin beim Stand von 2:2. Abgeschlossen wurde die Gruppenphase am 1. Dezember durch einen 5:1-Heimsieg gegen die Färöer, die durch ihr einziges Qualifikationtor in Führung gegangen waren. Da die Waliserinnen auch ihre beiden Spiele gegen Norwegen gewonnen hatte – wenn auch weniger deutlich – und gegen die Färöer und Belarus auch beide Spiele jeweils gewonnen hatten, waren die Nordirinnen und die Waliserinnen punktgleich, so dass laut Reglement der direkte Vergleich für die Platzierung entscheidend war, wodurch die Nordirinnen Gruppenzweite hinter Norwegen waren, das sechs Spiele gewann und zu den beiden letzten Spielen gegen die Färöer und Belarus nicht mehr antreten musste. Sie waren zwar der schlechteste Gruppenzweite, aber damit für die Play-offs qualifiziert. Zugelost wurde ihnen der zweitschlechteste Gruppenzweite, die Ukraine. Am 9. April trafen beide zunächst in der Ukraine aufeinander und die Nordirinnen gewannen mit 2:1. Vier Tage später gewannen sie das Rückspiel in Belfast mit 2:0 und sind damit für die Endrunde qualifiziert.
Insgesamt setzte Trainer Kenny Shiels in den zehn Spielen 31 Spielerinnen ein, von denen nur Ashley Hutton, Chloe McCarron und Rekordnationalspielerin Julie Nelson alle Spiele mitmachten. Je einmal pausierten Marissa Callaghan, Rachel Furness und wegen der dritten gelben Karte Sarah Robson (in der UEFA-Statistik noch als Sarah McFadden geführt). Auf der Torhüterinnenposition kamen Jacqueline Burns (6×), Becky Flaherty (4×) und Emma Higgins (1×) zum Einsatz. Die meisten Toren erzielten Rachel Furness (5) und Simone Magill (4). Insgesamt erzielten neun Nordirinnen Qualifikationstore. Hinzu kamen zwei Eigentore gegnerischer Spielerinnen.

### Tabelle
| Pl. | Land       | Sp. | S | U | N | Tore    | Diff. | Punkte |
| --- | ---------- | --- | - | - | - | ------- | ----- | ------ |
| 1.  | Norwegen   | 6   | 6 | 0 | 0 | 034:100 | +33   | 18     |
| 2.  | Nordirland | 8   | 4 | 2 | 2 | 017:170 | ±0    | 14     |
| 3.  | Wales      | 8   | 4 | 2 | 2 | 016:400 | +12   | 14     |
| 4.  | Belarus    | 7   | 2 | 0 | 5 | 011:150 | −4    | 06     |
| 5.  | Färöer     | 7   | 0 | 0 | 7 | 001:420 | −41   | 0      |

| Datum                                                   | Spielort  | Gegner   | Ergebnis  | Torschützinnen für Nordirland |
| ------------------------------------------------------- | --------- | -------- | --------- | --- |
| 30.08.2019                                              | Belfast   | Norwegen | 0:6 (0:2) | |
| 03.09.2019                                              | Newport   | Wales    | 2:2 (1:1) | Simone Magill (10.), Ashley Hutton (90.+4)                                                                                         |
| 08.11.2019                                              | Stavanger | Norwegen | 0:6 (0:2) | |
| 12.11.2019                                              | Belfast   | Wales    | 0:0       | |
| 18.09.2020                                              | Tórshavn  | Färöer   | 6:0 (3:0) | Rachel Furness (19.), Simone Magill (24., 90.), Lauren Wade 1 (27., 56.), Kirsty McGuinness (38.)                                  |
| 27.10.2020                                              | Minsk     | Belarus  | 1:0 (1:0) | Rachel Furness (42.) |
| 27.11.2020                                              | Belfast   | Belarus  | 3:2 (1:1) | Kirsty McGuinness (2.), Rachel Furness (61./Elfm.), Nataliya Voskobovich (70., Eigentor)                                           |
| 01.12.2020                                              | Belfast   | Färöer   | 5:1 (2:1) | Rachel Furness (6.), Kirsty McGuinness (27.), Chloe McCarron 1 (56.), Caitlin McGuinness 1 (77.), Jacoba Langgaard (87., Eigentor) |
| Anmerkungen: 1 Erste(s) Länderspieltor(e) der Spielerin |           |          |           | |

### Playoffspiele
|                            | Ergebnis  |            |
| -------------------------- | --------- | ---------- |
| 9. April 2021 in Kowaliwka |           |            |
| Ukraine                    | 1:2 (1:1) | Nordirland |
| 13. April 2021 in Belfast  |           |            |
| Nordirland                 | 2:0 (0:0) | Ukraine    |
| Gesamt:                    |           |            |
| Nordirland                 | 4:1       | Ukraine    |

Torschützinnen für Nordirland:
- 1. Spiel: Rachel Furness (5.), Simone Magill (57.)
- 2. Spiel: Marissa Callaghan (56.), Nadene Caldwell (90.+6)

## Vorbereitung
Zwischen dem Ende der Qualifikation und dem Beginn der EM-Endrunde liegen diesmal aufgrund der Verschiebung der Endrunde aufgrund der COVID-19-Pandemie knapp 19 Monate. In diese Zeit fiel der Beginn der Qualifikation für die WM 2023, die nach der EM abgeschlossen wird.
Im Jahr der EM-Endrunde fanden bisher folgende Spiele statt:
| Datum         | Ergebnis | Gegner     | Austragungsort            | Anlass             | Nordirische Torschützinnen                   |
| 17. Feb. 2022 | 3:1      | Färöer     | San Pedro Alcántara (ESP) | inoff. Spiel       | Samantha Kelly, Chloe McCarron, Sarah Robson |
| 20. Feb. 2022 | 2:2      | Schweiz    | San Pedro Alcántara (ESP) | Freundschaftsspiel | Simone Magill (2)                            |
| 23. Feb. 2022 | 0:1      | Rumänien   | San Pedro Alcántara (ESP) | Freundschaftsspiel |                                              |
| 8. Apr. 2022  | 1:3      | Österreich | Wiener Neustadt (AUT)     | WM-Qualifikation   | Joely Andrews                                |
| 12. Apr. 2022 | 0:5      | England    | Belfast                   | WM-Qualifikation   |                                              |
| 23. Juni 2022 | 1:4      | Belgien    | Lier                      | Freundschaftsspiel | Lauren Wade                                  |

Anmerkung: Kursiv gesetzte Mannschaft sind nicht für die EM qualifiziert

## Kader
Am 20. Juni 2022 wurden die Spielerinnen für das Testspiel gegen Belgien benannt. Am 27. Juni wurde der EM-Kader benannt. Heraus fielen Toni-Leigh Finnegan (Mittelfeld) und Kerry Anne Beattie (Angriff). Hinzu kam als dritte Torhüterin Shannon Turner als einzige Spielerin ohne Einsatz in der A-Elf.
| Nr.        | Spielerin          | Geburts- datum | Verein                          | Länder- spiele | Länder- spieltore | Letzter Einsatz vor der EM | EM 2022 | EM 2022 | EM 2022     | EM 2022         | EM 2022    |
| Nr.        | Spielerin          | Geburts- datum | Verein                          | Länder- spiele | Länder- spieltore | Letzter Einsatz vor der EM | Sp.     | Tor     | Gelbe Karte | Gelb-Rote Karte | Rote Karte |
| Tor        | Tor                | Tor            | Tor                             | Tor            | Tor               | Tor                        | Tor     | Tor     | Tor         | Tor             | Tor        |
| ---------- | ------------------ | -------------- | ------------------------------- | -------------- | ----------------- | -------------------------- | ------- | ------- | ----------- | --------------- | ---------- |
| 01         | Jackie Burns       | 6. März 1997   | BK Häcken                       | 040            | 0                 | 23.06.2022                 | 3       |         |             |                 |            |
| 12         | Becky Flaherty     | 6. März 1998   | Brighouse Town                  | 007            | 0                 | 23.06.2022                 |         |         |             |                 |            |
| 23         | Shannon Turner     | 8. Sep. 1997   | Wolverhampton Wanderers         | 000            | 0                 |                            |         |         |             |                 |            |
| Abwehr     |                    |                |                                 |                |                   |                            |         |         |             |                 |            |
| 13         | Kelsie Burrows     | 22. Feb. 2001  | Cliftonville Ladies             | 010            | 0                 | 23.06.2022                 | 2       |         |             |                 |            |
| 15         | Rebecca Holloway   | 25. Aug. 1995  | Racing Louisville               | 012            | 03                | 23.06.2022                 | 2       |         |             |                 |            |
| 06         | Ashley Hutton      | 2. Nov. 1987   | Linfield Ladies                 | 115            | 09                | 23.06.2022                 | 1       |         |             |                 |            |
| 22         | Abbie Magee        | 15. Nov. 2000  | Cliftonville Ladies             | 009            | 0                 | 23.06.2022                 | 3       |         |             |                 |            |
| 04         | Sarah McFadden     | 23. Mai 1987   | Durham WFC                      | 089            | 06                | 23.06.2022                 | 3       |         | 1           |                 |            |
| 02         | Rebecca McKenna    | 13. Apr. 2001  | Lewes FC Women                  | 022            | 01                | 12.04.2022                 | 2       |         |             |                 |            |
| 05         | Julie Nelson       | 4. Juni 1985   | Crusaders Newtownabbey Strikers | 126            | 08                | 23.06.2022                 | 3       | 1       |             |                 |            |
| 17         | Laura Rafferty     | 29. Apr. 1996  | FC Southampton                  | 033            | 0                 | 23.06.2022                 | 1       |         |             |                 |            |
| 03         | Demi Vance         | 2. Mai 1991    | Rangers Women                   | 076            | 04                | 23.06.2022                 | 3       |         |             |                 |            |
| Mittelfeld |                    |                |                                 |                |                   |                            |         |         |             |                 |            |
| 20         | Joely Andrews      | 30. Apr. 2002  | Glentoran Belfast United        | 007            | 01                | 12.04.2022                 | 1       |         |             |                 |            |
| 16         | Nadene Caldwell    | 24. Jan. 1991  | Glentoran Belfast United        | 068            | 02                | 23.06.2022                 | 1       |         |             |                 |            |
| 08         | Marissa Callaghan  | 2. Sep. 1985   | Cliftonville Ladies             | 073            | 09                | 12.04.2022                 | 3       |         |             |                 |            |
| 10         | Rachel Furness     | 19. Juni 1988  | Liverpool FC Women              | 086            | 38                | 23.06.2022                 | 3       |         |             |                 |            |
| 07         | Chloe McCarron     | 22. Dez. 1997  | Glentoran Belfast United        | 025            | 02                | 23.06.2022                 | 2       |         |             |                 |            |
| 18         | Louise McDaniel    | 24. Mai 2000   | Cliftonville Ladies             | 006            | 01                | 29.11.2021                 | 1       |         |             |                 |            |
| Angriff    |                    |                |                                 |                |                   |                            |         |         |             |                 |            |
| 09         | Simone Magill      | 1. Nov. 1994   | vereinslos                      | 071            | 21                | 23.06.2022                 | 1       |         |             |                 |            |
| 21         | Caitlin McGuinness | 30. Aug. 2002  | Cliftonville Ladies             | 012            | 01                | 08.04.2022                 | 2       |         |             |                 |            |
| 11         | Kirsty McGuinness  | 4. Nov. 1994   | Cliftonville Ladies             | 058            | 14                | 23.06.2022                 | 3       |         |             |                 |            |
| 14         | Lauren Wade        | 22. Nov. 1993  | Glentoran Belfast United        | 042            | 08                | 23.06.2022                 | 3       |         |             |                 |            |
| 19         | Emily Wilson       | 26. Aug. 2001  | Crusaders Newtownabbey Strikers | 012            | 01                | 23.06.2022                 | 3       |         |             |                 |            |

Anmerkung: Positionen gemäß Angaben des nordirischen Verbandes, die UEFA ordnet die Spielerinnen teilweise anders zu.
Quellen für Einsätze und Tore: irishfa.com, soccerway.com

## Endrunde
Bei der Auslosung am 28. Oktober 2021 wurde Nordirland in die Gruppe mit Gastgeber England, Norwegen sowie Österreich gelost und kann die drei Gruppenspiele in Southampton bestreiten. Österreich und England sind auch Gegner in der aktuell laufenden Qualifikation für die WM 2023. Das Hinspiel gegen die Österreicherinnen zwei Tage vor der EM-Auslosung – das erste überhaupt zwischen den beiden Mannschaften – endete in Belfast 2:2, das Rückspiel fand im April 2022 statt und wurde mit 1:3 verloren. Das Hinspiel gegen die Engländerinnen verloren die Nordirinnen im Oktober 2021 mit 0:4. Das Rückspiel fand ebenfalls im April 2022 statt und wurde mit 0:5 verloren. Gegen England wurden alle zehn bisherigen Spiele verloren. Gegen Norwegen konnten die Nordirinnen einmal gewinnen, im November 2011 in der Qualifikation für die EM 2013, verloren aber sechs Spiele.

### Gruppenspiele
| Pl. | Land       | Sp. | S | U | N | Tore    | Diff. | Punkte |
| --- | ---------- | --- | - | - | - | ------- | ----- | ------ |
| 1.  | England    | 3   | 3 | 0 | 0 | 014:000 | +14   | 09     |
| 2.  | Österreich | 3   | 2 | 0 | 1 | 003:100 | +2    | 06     |
| 3.  | Norwegen   | 3   | 1 | 0 | 2 | 004:100 | −6    | 03     |
| 4.  | Nordirland | 3   | 0 | 0 | 3 | 001:110 | −10   | 0      |

|                                                   |   |            |           |
| 7. Juli 2022 in Southampton (St. Mary’s Stadium)  |   |            |           |
| Norwegen                                          | – | Nordirland | 4:1 (3:0) |
| 11. Juli 2022 in Southampton (St. Mary’s Stadium) |   |            |           |
| Österreich                                        | – | Nordirland | 2:0 (1:0) |
| 15. Juli 2022 in Southampton (St. Mary’s Stadium) |   |            |           |
| Nordirland                                        | – | England    | 0:5 (0:2) |